# Greg Maddux
Gregory Alan Maddux (San Angelo, 14 april 1966) is voormalig Major League Baseball-werper. Maddux speelde in de MLB achtereenvolgens bij de Chicago Cubs, de Atlanta Braves, de Los Angeles Dodgers, de San Diego Padres, opnieuw de Dodgers. Maddux was de eerste werper in de geschiedenis van de Major League die de Cy Young Award vier keer op rij won (1992-1995). Hij heeft bovendien het record van de meeste opeenvolgende seizoen met minstens 15 gewonnen wedstrijden op zijn naam staan (17 seizoenen op rij) Ook won Maddux een recordaantal van achttien Gold Gloves. Maddux die bekendstond om zijn gecontroleerde manier van gooien won in de jaren negentig meer wedstrijden dan enig ander werper in de MLB en staat met 355 gewonnen wedstrijden op de 8e plek op de lijst van totaal aantal gewonnen MLB-wedstrijden. Op Warren Spahn (363) na heeft hij de meeste overwinnening behaald van werpers die actief waren na 1920.

## Vroege levensloop
Maddux werd geboren in San Angelo, maar groeide op in de Spaanse hoofdstad Madrid waar zijn vader voor de Amerikaanse luchtmacht gestationeerd was. Zijn vader liet Greg al vroeg kennismaken met honkbal en bracht hem de passie voor deze sport bij. Na hun terugkeer in de Verenigde Staten in Las Vegas begonnen Greg en zijn broer Mike te trainen on leiding van Rusty Medar, een voormalig Major League-scout. Medar leerde ze de waarde van bewegen en positionering boven snelheid en adviseerde hen dat zachter gooien vaak meer effect heeft dan harder gaan gooien, wanneer het werpen slecht ging. Maddux zou later verklaren: "Ik geloofde dat. Ik weet niet waarom, maar dat was gewoon zo." Hoewel Medar overleed voordat Maddux zijn middelbare school, de Valley High School, afrondde, zou zijn invloed het fundament van Maddux' toekomstige carrière worden.
Broer Mike Maddux werd bij de Major League draft van 1982 uitgekozen om in de MLB te komen spelen. Toen de scouts langskwamen om Mike te bekijken, vertelde zijn vader hun al: "Jullie zullen nog terugkomen voor de kleine." Hoewel Greg Maddux behoorlijke goede (sport)resultaten had geboekt op de middelbare school ontving hij niet veel aanbiedingen om college baseball te spelen. Hierop stelde hij zich, na het behalen van zijn diploma, beschikbaar voor de Major League draft van 1984. Enkele teams die hem zagen waren niet onder de indruk van met name Maddux's matige fysieke bouw, maar Doug Mapson, de scout van de Chicago Cubs, keek daardoorheen. Mapson schreef een gloeiende aanbeveling waarin onder andere stond: "Ik geloof echt dat deze jongen de allerbeste van het land kan worden als zijn fysieke gestel iets beter was."

## Carrière als professioneel honkbalspeler

### Chicago Cubs (1986–1992)
Maddux werd in de tweede ronde van de Major League draft van 1984 uitgekozen door de Chicago Cubs. Zijn Major League debuut volgde in september 1986 in een wedstrijd tegen de Houston Astros waarin hij in de 17e inning inviel als vervangende loper. In de 18e inning volgde een eerste optreden als werper, waarin hij een homerun tegen zich kreeg door Billy Hatcher, waarop de wedstrijd verloren ging. Vijf dagen later mocht Maddux voor het eerst als startende werper gooien. Die wedstrijd, die hij ook zelf mocht afmaken, werd gewonnen. In zijn vijfde en laatste optreden als startende werper in dat seizoen versloeg hij de Philadelphia Phillies met zijn broer Mike als werper. Mike Maddux was wel gewend aan zijn competitieve broertje en vertelde over hun jeugd: "Als Greg niet kon winnen, wilde hij niet spelen, zo simpel was dat."
In 1987, zijn eerste volledige seizoen, was Maddux' winst/verlies-balans met 6-14 en zijn ERA met 5.14 teleurstellend. Het jaar erop in 1998 ging het echter erg goed met 18-8 en een ERA van 3.18. Dit was het eerste seizoen van een lange reeks van 17 seizoenen waarin Maddux nooit minder dan 15 wedstrijden per seizoen won, een record in MLB-geschiedenis. Cy Young deed dit 15 seizoenen achter elkaar. Het hoogtepunt van het seizoen was de wedstrijd tegen de San Diego Padres op 11 mei, toen hij in de 10 innings durende wedstrijd voorkwam dat de Padres een punt maakten (een zogenaamde shutout), waarbij hij slechts 3 hits tegen kreeg.
In 2009 vestigde Maddux naam als de belangrijkste troef van de Cubs door 19 wedstrijden te winnen. Met een van deze overwinningen, in september uit tegen de Montreal Expos, verzekerden de Cubs zich van hun tweede kampioenschap in de National League Eastern Division ooit. Zijn debuut in de National League Championship Series verliep niet zo goed. Hij werd door manager Don Zimmer opgesteld als startende werper in de eerste wedstrijd tegen de San Francisco Giants. Hij moest acht runs toestaan en werd afgelost toen Will Clark een grand slam homerun sloeg bij 2 uit in de 4e inning. Maddux, die dacht dat Clark door middel van liplezen de communicatie tussen hem en Zimmer tijdens een overleg op de heuvel had kunnen volgen, zou nadien altijd zijn handschoen voor zijn mond houden tijdens een overleg. Ook in de vierde wedstrijd kwam Maddux in actie als startende werper. In de vierde inning werd hij gewisseld waarna de Cubs de wedstrijd uiteindelijk met 4-6 verloren. De Series gingen uiteindelijk met 1-4 verloren.
Nadat hij zowel in 1990 als in 1991 15 wedstrijden won, behaalde hij in 1992 20 overwinningen. Hij eindigde daarmee gedeeld eerste in de National League. Ook won hij in dat seizoen zijn eerste National League Cy Young Award. Zijn contract liep af en de contractbesprekingen met de Cubs liepen vast. Beide partijen beschuldigden elkaar van het ontbreken van de wil om echt te onderhandelen. De Cubs besloten uiteindelijk om enkele andere ‘’free agents’’ aan te trekken, waaronder Jose Guzman, Dan Plesac en Candy Maldonado. Na zeven seizoen in Chicago tekende Maddux een vijfjarig contract ter waarde van $28 miljoen bij de Atlanta Braves.

### Atlanta Braves (1993–2003)
Zijn debuut voor de Braves maakte Maddux in de openingswedstrijd tegen zijn oude club de Chicago Cubs. De wedstrijd werd gewonnen met 1-0 en het was de start van opnieuw een goed seizoen voor Maddux. Hij won het ERA-klassement van de National League en won 20 wedstrijden en verloor er 10. Ook won hij zijn tweede Cy Young Award op rij. Samen met de andere succesvolle pitchers Tom Glavine (22 winstpartijen), Steve Avery (achttienmaal winst) en John Smoltz (vijftienmaal) werd de playoffs bereikt. Maddux won de tweede wedstrijd in de National league Central Series tegen de Philadelphia Phillies, maar verloor de beslissende zesde wedstrijd, bij een 3-2-voorsprong voor de Phillies.
In het door een staking verkorte seizoen 1994, realiseerde Maddux een ERA van 1.56, hetgeen de op een na beste ERA was sinds Bob Gibsons historische 1.12 in seizoen 1968, het laatste jaar van de opgehoogde werpersheuvel. Maddux verklaarde blij te zijn dat zijn slaggemiddelde in 1994 met .222 hoger was dan zijn ERA. Maddux won het National League klassement voor wat betreft het aantal gewonnen wedstrijden met 16 en voor wat betreft het aantal geworpen innings met 202. Ook won hij in 1994 voor de derde maal op rij de Cy Young-winning year en eindigde hij op de vijfde plaats in de verkiezingen van Major League Baseball Most Valuable Player Award van de National League.
Ook in 1995 presteerde Maddux uitstekend. Zijn winst-verlies verhouding van 19-2 en hij realiseerde met 1.63 de op twee na beste ERA sinds die van Gibson. Sinds 1920 hebben slechts vier werpers een ERA onder 1.65 gerealiseerd. Maddux is de enige werper die dit tweemaal deed. Daarmee was hij bovendien de eerste werper in de MLB die twee opeenvolgende seizoenen een ERA onder 1.80 realiseerde sinds Walter Johnson in het seizoen 1918 en 1919 (respectievelijk 1.27 en 1.49). Een indicatie van de prestatie van Maddux is het grote verschil van zijn gerealiseerde ERA met de gemiddelde ERA van alle werpers in de National League (4.23). Met zijn 19 overwinningen won hij bovendien voor de derde keer in vier seizoenen het klassement van het aantal overwinningen in de National League.
Op 28 mei 1995 gooide Maddux bijna een no-hitter in de gewonnen wedstrijd tegen Astros. In de achtste inning sloeg Jeff Bagwell echter een homerun. In juni en juli gooide Maddux 51 opeenvolgende innings zonder dat een slagman 4 wijd kreeg. De Braves haalden in 1995 de World Series. Maddux kwam in alle drie de playoff series in actie. Opvallend was zijn overwinning in de 2e wedstrijd van de World Series waarin hij in 9 innings slechts 2 hits, geen enkele 4 wijd en geen Earned Runs tegen kreeg. Maddux verloor de vijfde wedstrijd, maar de Braves wonnen twee dagen later wel hun eerste World Series. Maddux won dat seizoen zijn vierde opeenvolgende Cy Young Award. Hij was tot op dat moment de enige MLB-speler die dit presteerde. Van 1999 tot 2000 evenaarde Randy Johnson dit record. Maddux eindigde op de derde plek van de verkiezing van MVP van de National League.
In de seizoenen 1996, 1997 en 1998 eindigde Maddux respectievelijk vijfde, tweede en vierde in de verkiezing voor de Cy Young Award. In augustus 1997 tekende hij een vijfjarige verlenging van zijn contract bij de Braves ter waarde van $57,5 miljoen dollar. Hij werd daarmee de best betaalde honkbalspeler ter wereld. Maddux' resultaten bleven constant: 19-4 in 1997, 18-9 in 1998, 19-9 in both 1999 en 2000, 17-11 in 2001, 16-6 in 2002 en 16-11 in 2003. Van 1993 tot 1998 realiseerde Maddux viermaal de beste ERA van de National League. De twee andere seizoenen was het de op een na beste.
Op 22 juli 1997 gooide Maddux een volledige wedstrijd, tegen de Cubs, uit met slechts 76 worpen. Drie weken daarvoor had hij de regerend kampioen New York Yankees met 84 worpen verslagen en vijf dagen daarvoor won hij van de Phillies in 90 worpen. Maddux stond in het hele seizoen 1997 slechts twintigmaal een vrije loop door 4 wijd (base on balls) toe, waarvan 6 opzettelijk. Wanneer deze 6 opzettelijke vrije lopen buiten beschouwing worden gelaten stond Maddux slechts eenmaal in dat gehele seizoen op een 3-0 stand (3 wijd tegen 0 slag).
Tot in augustus 1997 was het Maddux’ seizoens-ERA 1.65. Een slechte periode aan het eind van het seizoen zorgde er echter voor dat hij het regulier seizoen eindigde met 2.22. Hiermee was hij wat dat betreft echter wel de best presterende werper in de National League. De erg goed presterende Pedro Martínez voorkwam echter dat Maddux zijn vijfde Cy Young Award in zes seizoenen won. In de openingswedstrijd van de National League Division Series verloegen de Braves, met Maddux de gehele wedstrijd als werper, de Houston Astros, met 2-1. De daaropvolgende National League Championship Series was er voor Maddux een van extremen. Hij realiseerde een zeer goede ERA van 1.38 en gooide meer strikeouts dan hij honklopers tegen kreeg. Desondanks was zijn winst/verlies-verhouding 0-2. Zijn eerste wedstrijd verloor hij door vijf unearned runs. De vijfde wedstrijd ging nipt met 2-1 verloren.
In 1998 haalde Maddux voor de eerste (en na later bleek enige) keer de magische grens van 200 uitgegooide slagmannen in een seizoen. Hij versloeg in de National League Division Series de Cubs met werper Kerry Wood waardoor de braves de National League Championship Series bereikten. Daarin werd echter verloren van de San Diego Padres.
Het jaar erop reikten de Braves weer tot in de World Series, waarin ze uitkwamen tegen de New York Yankees. Maddux was de startende werper in de eerste wedstrijd. Hoewel de Braves tot de achtste inning een 1-0-voorsprong hadden werd de wedstrijd door 4 runs in de achtste slagbeurt van de Yankees verloren met 4-1. De Braves verloren de World Series van de Yankees met 4-0.

### Carrière-statistieken
| Jaar     | Team      | Lg       | G   | GS  | Win | Loss | PCT  | ERA  | CG  | SHO | IP     | H    | ER   | HR  | BB  | K    |
| -------- | --------- | -------- | --- | --- | --- | ---- | ---- | ---- | --- | --- | ------ | ---- | ---- | --- | --- | ---- |
| 1986     | Chicago   | NL       | 6   | 5   | 2   | 4    | .333 | 5.52 | 1   | 0   | 31.0   | 44   | 19   | 3   | 11  | 20   |
| 1987     | Chicago   | NL       | 30  | 27  | 6   | 14   | .300 | 5.61 | 1   | 1   | 155.7  | 181  | 97   | 17  | 74  | 101  |
| 1988     | Chicago   | NL       | 34  | 34  | 18  | 8    | .692 | 3.18 | 9   | 3   | 249.0  | 230  | 88   | 13  | 81  | 140  |
| 1989     | Chicago   | NL       | 35  | 35  | 19  | 12   | .613 | 2.95 | 7   | 1   | 238.3  | 222  | 78   | 13  | 82  | 135  |
| 1990     | Chicago   | NL       | 35  | 35  | 15  | 15   | .500 | 3.46 | 8   | 2   | 237.0  | 242  | 91   | 11  | 71  | 144  |
| 1991     | Chicago   | NL       | 37  | 37  | 15  | 11   | .577 | 3.35 | 7   | 2   | 263.0  | 232  | 98   | 18  | 66  | 198  |
| 1992     | Chicago   | NL       | 35  | 35  | 20  | 11   | .645 | 2.18 | 9   | 4   | 268.0  | 201  | 65   | 7   | 70  | 199  |
| 1993     | Atlanta   | NL       | 36  | 36  | 20  | 10   | .667 | 2.36 | 8   | 1   | 267.0  | 228  | 70   | 14  | 52  | 197  |
| 1994     | Atlanta   | NL       | 25  | 25  | 16  | 6    | .727 | 1.56 | 10  | 3   | 202.0  | 150  | 35   | 4   | 31  | 156  |
| 1995     | Atlanta   | NL       | 28  | 28  | 19  | 2    | .905 | 1.63 | 10  | 3   | 209.7  | 147  | 38   | 8   | 23  | 181  |
| 1996     | Atlanta   | NL       | 35  | 35  | 15  | 11   | .577 | 2.72 | 5   | 1   | 245.0  | 225  | 74   | 11  | 28  | 172  |
| 1997     | Atlanta   | NL       | 33  | 33  | 19  | 4    | .826 | 2.20 | 5   | 2   | 232.7  | 200  | 57   | 9   | 20  | 177  |
| 1998     | Atlanta   | NL       | 34  | 34  | 18  | 9    | .667 | 2.22 | 9   | 5   | 251.0  | 201  | 62   | 13  | 45  | 204  |
| 1999     | Atlanta   | NL       | 33  | 33  | 19  | 9    | .679 | 3.57 | 4   | 0   | 219.3  | 258  | 87   | 16  | 37  | 136  |
| 2000     | Atlanta   | NL       | 35  | 35  | 19  | 9    | .679 | 3.00 | 6   | 3   | 249.3  | 225  | 83   | 19  | 42  | 190  |
| 2001     | Atlanta   | NL       | 34  | 34  | 17  | 11   | .607 | 3.05 | 3   | 3   | 233.0  | 220  | 79   | 20  | 27  | 173  |
| 2002     | Atlanta   | NL       | 34  | 34  | 16  | 6    | .727 | 2.62 | 0   | 0   | 199.3  | 194  | 58   | 14  | 45  | 118  |
| 2003     | Atlanta   | NL       | 36  | 36  | 16  | 11   | .593 | 3.96 | 1   | 0   | 218.3  | 225  | 96   | 24  | 33  | 124  |
| 2004     | Chicago   | NL       | 33  | 33  | 16  | 11   | .593 | 4.02 | 2   | 1   | 212.7  | 218  | 95   | 35  | 33  | 151  |
| 2005     | Chicago   | NL       | 35  | 35  | 13  | 15   | .464 | 4.24 | 3   | 0   | 225.0  | 239  | 106  | 29  | 36  | 136  |
| 2006     | CHC/LAD   | NL       | 34  | 34  | 15  | 14   | .517 | 4.20 | 0   | 0   | 210.0  | 219  | 98   | 20  | 37  | 117  |
| 2007     | San Diego | NL       | 34  | 34  | 14  | 11   | .560 | 4.14 | 1   | 0   | 198.0  | 221  | 91   | 14  | 25  | 104  |
| 2008     | SD/LAD    | NL       | 33  | 33  | 8   | 13   | .381 | 4.22 | 0   | 0   | 194.0  | 204  | 91   | 21  | 30  | 98   |
| Totalen: | Totalen:  | Totalen: | 744 | 740 | 355 | 227  | .610 | 3.16 | 109 | 35  | 5008.3 | 4726 | 1756 | 353 | 999 | 3371 |